# Stereogum
Stereogum é um blog estadunidense de música. Foi um dos primeiros blogs de MP3, criado por Scott Lapatine em janeiro de 2002 com foco em notícias de música independente e alternativa, downloads, vídeos e notícias. Stereogum recebeu vários prêmios e citações, incluindo o Plug Award 2008 de melhor blog de música, o Powergeek 25 da revista Blender, e Best Websites Music do Entertainment Weekly. O blog regularmente apresenta artistas desconhecidos, que acabam por se tornar sensações no mainstream, tal como aconteceu com a banda Vampire Weekend, recomendada pelo site em 2007.

## História
O nome do site é inspirado e tem por base no nome de uma letra da canção "Radio #1" da dupla electrónica francesa Air (banda).
No final de 2006, o Stereogum recebeu um influxo de capital através da entidade de investimento privado de Bob Pittman, The Pilot Group. Em Novembro de 2007, foi adquirido pela SpinMedia (anteriormente conhecida como Buzz Media). Em Abril de 2008, assistiu-se ao lançamento do Videogum, um site "irmão" centrado na televisão, filmes, e vídeos da Web. O Videogum foi posteriormente encerrado.
Em Dezembro de 2016, a Eldridge Industries adquiriu a SpinMedia através do Hollywood Reporter-Billboard Media Group por uma quantia não revelada.
O primeiro evento SXSW do Stereogum em 2006 foi organizado pelo então comediante Aziz Ansari e contou com uma apresentação de Ted Leo, cantor americano de rock, na manchete. Nos anos seguintes, os eventos do Stereogum incluíram sets de Ben Gibbard, Sky Ferreira, Mitski, Beach House, St. Vincent, Deerhunter, Japanese Breakfast, Rico Nasty,e outros actos populares.
Stereogum foi a primeira grande publicação a escrever sobre futuros actos de superestrelas como Arcade Fire, Vampire Weekend, e Billie Eilish.
Músicos populares têm sido conhecidos por participar na secção de comentários activos do Stereogum, tais como o Josh Tillman, mais conhecido como Father John Misty, Weezer's Rivers Cuomo, e Robin Pecknold da Fleet Foxes.
Em Julho de 2017, Arcade Fire criou o site de paródia Stereoyum com uma "Premature Premature Premature Evaluation" do seu próximo álbum Everything Now.
A 16 de Janeiro de 2020 foi anunciado que Scott Lapatine, fundador e editor-chefe do site, tinha chegado a um acordo para comprar o Stereogum ao Hollywood Reporter-Billboard Media Group, tornando-o uma vez mais uma publicação independente.